# Batalha do Saro
A batalha do Saro foi travada em abril de 625, no rio Saro, entre o exército bizantino do imperador Heráclio (r. 610–641) e o exército sassânida do general Sarbaro. Inicialmente pendeu para os persas, porém, após uma reviravolta, terminou com uma importante retirada persa, uma vitória bizantina enaltecida pelos panegíricos.

## Antecedentes e batalha
Desde 624, o imperador Heráclio (r. 610–641) esteve em campanha contra o Império Sassânida. Em 625, suas forças tentaram empurrar seus inimigos através do Eufrates e capturaram, no caminho, capturaram algumas fortalezas. Depois disso, em abril, marcharam em direção ao Eufrates, perseguidos por Sarbaro, e então, próximo de Adana, houve uma escaramuça no rio Saro. Sarbaro estacionou suas forças através do rio. Uma ponte atravessava-o, e os bizantinos imediatamente a atravessaram. Sarbaro fingiu se retirar para levá-los a uma emboscada, e a vanguarda do exército bizantino foi destruída em poucos minutos.
Os persas, contudo, tinham se esquecido de cobrir a ponte, e Heráclio atravessou com a retaguarda, sem medo das flechas que os persas disparavam, transformando a maré da batalha contra eles. Sarbaro expressou sua admiração para um renegado grego: "Veja seu imperador! Ele teme essas flechas e lanças não mais do que uma bigorna!". Os persas foram forçados a retirar-se, garantindo uma vitória bizantina. Posteriormente a batalha foi enaltecida nos panegíricos.